# El Carpio
El Carpio ist eine Gemeinde mit 4.325 Einwohnern (Stand: 2024) in der Provinz Córdoba in Andalusien.

## Geographie
Das Gebiet wird vom Fluss Guadalquivir durchflossen. Die Gemeinde grenzt an Adamuz, Bujalance, Córdoba, Pedro Abad und Villafranca de Córdoba.

## Geschichte
Die ersten Siedlungsspuren stammen aus der Römerzeit. El Carpio war bereits um 1300 mit dem Königreich Kastilien verbunden, als der Señorio del Castillo de Carpio im Jahr 1325 von Garcí Méndez II de Sotomayor gegründet wurde.
Der Señorio del Castillo de Carpio wurde 1559 von König Philipp II. von Spanien in den Rang eines Marquesado del Carpio erhoben. Der Titel wurde Diego Lopez de Haro y Sotomayor am 20. Januar 1559 in Anerkennung seiner Verdienste um die Krone verliehen. Die Großherzogswürde wurde dem Marquesado von König Philipp IV. von Spanien im Jahr 1640 verliehen.

## Sehenswürdigkeiten
- Plaza de la Constitución
- Pfarrkirche La Asunción